# I’m Still Here (2010)
I’m Still Here ist eine US-amerikanische Mockumentary-Filmparodie aus dem Jahr 2010, bei der Casey Affleck Regie führte und die von Affleck und Joaquin Phoenix geschrieben wurde. Der Film folgt dem wahren Leben von Phoenix von der Ankündigung seines Rücktritts von der Schauspielerei bis zu seinem Wechsel zu einer Karriere als Hip-Hop-Künstler. Während der gesamten Dreharbeiten blieb Phoenix bei öffentlichen Auftritten in seiner Rolle, was bei vielen den Eindruck erweckte, dass er tatsächlich eine neue Karriere anstrebte.

## Handlung
Auf dem Höhepunkt seiner Popularität kündigte Phoenix 2008 plötzlich an, die Schauspielerei an den Nagel zu hängen und eine zweite Karriere als Rapper zu starten. Ein Jahr lang begleitete ihn die Kamera und dokumentierte sein turbulentes Leben. Er lehnte Rollen ab, versuchte sich als (bewusst schlechter) Rapper und spielte in der Öffentlichkeit die verwirrte Künstlerseele, die sich in ihren eigenen Ambitionen verirrt hat. Er gab grandios misslungene Liveauftritte. Er hinterließ entsetzte Agenten, irritierte Kollegen und versuchte, P. Diddy als Produzenten zu gewinnen. Wir sehen Phoenix in seinem Haus: Er feiert, raucht, versackt mit seiner zweiköpfigen Entourage, debattiert mit Affleck über Philosophie und schimpft über Prominente.

## Premiere
Der Film feierte seine Premiere bei den 67. Internationalen Filmfestspielen von Venedig am 6. September 2010. In den Vereinigten Staaten wurde er am 10. September 2010 in begrenztem Umfang veröffentlicht, bevor er eine Woche später, am 17. September, in die breite Öffentlichkeit gelangte. Obwohl weithin vermutet wurde, dass es sich um eine „Mockumentary“ handelt, wurde die Tatsache, dass die Ereignisse des Films absichtlich inszeniert worden waren, erst nach der Veröffentlichung des Films bekannt gegeben.

## Produktion
Laut Phoenix entstand der Film aus seiner Verwunderung darüber, dass die Leute den Behauptungen von Reality-TV-Shows Glauben schenken, dass sie nicht geschrieben sind. Während er vorgab, sich von der Schauspielerei zurückzuziehen, planten er und sein Freund und Schwager Casey Affleck, einen Film zu drehen, der „die Berühmtheit erforscht und die Beziehung zwischen den Medien, den Konsumenten und den Berühmtheiten selbst“ durch ihren Film untersucht.
Nachdem er Hollywood Ende 2008 mit der plötzlichen Ankündigung seines Rücktritts überrascht hatte, angeblich um sich auf seine Musik zu konzentrieren, begannen Phoenix und Affleck mit den Dreharbeiten zu dem Dokumentarfilm, der Phoenix dabei begleitet, wie er eine Karriere als Hip-Hop-Musiker beginnt, während er angeblich von der Rap-Ikone Sean „Diddy“ Combs gemanagt wird.

## Kritiken
Im Mai 2010 wurde der Film potenziellen Käufern vorgeführt. Die Los Angeles Times berichtete, der Film zeige „mehr männliche Nacktheit von vorne, als man in vielen Schwulenpornos sehen würde, und eine ekelerregende Sequenz, in der jemand, der mit Phoenix verfeindet ist, auf den Schauspieler defäkiert während der schläft“. Außerdem soll der Film zeigen, wie Phoenix „Kokain schnupft, Callgirls bestellt, Oralsex mit einer Publizistin hat, seine Assistenten misshandelt und schlecht rappt“. Berichten zufolge waren sich die Käufer des Films nach der Sichtung nicht sicher, ob es sich um eine seriöse Dokumentation oder eine Mockumentary handelte.
Im Juni 2020 hatte der Film auf der Website Rotten Tomatoes 52 % Zustimmung, basierend auf 132 Kritiken mit einer durchschnittlichen Bewertung von 5,50 von 10. Der Konsens der Kritiker auf der Website lautete: „So unordentlich und undurchschaubar wie Joaquin Phoenix selbst, wirft I’m Still Here einige interessante Fragen über sein Thema und das Wesen des Ruhms auf, schafft es aber nicht, viele davon überzeugend zu beantworten“.
Auf Metacritic hat der Film eine gewichtete Durchschnittsbewertung von 48 von 100 auf der Grundlage von 33 Kritiken, was auf „gemischte oder durchschnittliche Kritiken“ weist. Die Kritiker waren geteilter Meinung, ob der Film als Dokumentarfilm oder als Performance-Kunst zu interpretieren sei.
Box Office Mojo meldet ein weltweites Bruttoeinspiel von 626.000 $.

## Titel
Ein Artikel im Relevant Magazine deutete an, dass der Titel eine Anspielung auf Todd Haynes’ I’m Not There sei.

## Vorwürfe wegen sexueller Belästigung am Set
Im Jahr 2010 reichten zwei Mitglieder der Filmcrew Zivilklagen gegen den Regisseur Casey Affleck ein. Amanda White, eine der Produzentinnen des Films, verklagte Affleck auf zwei Millionen Dollar und reichte mehrere Klagen ein, unter anderem wegen sexueller Belästigung und Verletzung eines mündlichen Vertrags. Sie beschrieb zahlreiche „unerwünschte und unwillkommene sexuelle Annäherungsversuche“ am Arbeitsplatz. White behauptete, Affleck habe sich als Vergeltungsmaßnahme geweigert, die Bedingungen des Produktionsvertrags, einschließlich ihres Honorars, einzuhalten.
Die Kamerafrau Magdalena Gorka verklagte Affleck auf 2,25 Millionen Dollar und reichte mehrere Klagen ein, unter anderem wegen vorsätzlicher Zufügung seelischer Grausamkeit und Bruch eines mündlichen Vertrags. Gorka behauptete, sie sei „routinemäßigen Fällen“ sexueller Belästigung durch Besatzungsmitglieder, darunter Antony Langdon, „in Anwesenheit und mit aktiver Ermutigung durch Affleck“ ausgesetzt gewesen.
In einem Interview mit Associated Press sprach Affleck 2018 über die Klagen und Anschuldigungen im Lichte der Me Too-Bewegung. Er beschrieb sein Verhalten zum Zeitpunkt der Anschuldigungen als defensiv und sagte, dass er seitdem daran gearbeitet habe, seine eigene Schuld zu verstehen. Er räumte ein, dass das Set von „I’m Still Here“ ein „unprofessionelles Umfeld“ gewesen sei und dass „ich zu diesem unprofessionellen Umfeld beigetragen und diese Art von Verhalten von anderen toleriert habe, und ich wünschte, ich hätte es nicht getan. Und ich bereue vieles davon... Ich habe mich auf eine Art und Weise verhalten und anderen erlaubt, sich auf eine Art und Weise zu verhalten, die wirklich unprofessionell war. Und das tut mir leid“.